# Método de aceptación y rechazo
El método de aceptación y rechazo es un algoritmo para generar números pseudoaleatorios provenientes de una variable aleatoria.

## Descripción
Sea {\displaystyle f_{X}(x)} la función de densidad de la variable aleatoria {\displaystyle X}, supongamos que existe una función {\displaystyle g(x)} tal que
{\displaystyle g(x)\geq f_{X}(x)}
{\displaystyle \forall \;x\in R_{X}} donde {\displaystyle R_{X}} denota el soporte de la variable aleatoria {\displaystyle X}, como 
{\displaystyle \int _{R_{X}}f_{X}(x)dx=1}
por ser función de densidad entonces
{\displaystyle \int _{R_{X}}g(x)dx=M\geq 1}
para que {\displaystyle g(x)} sea una función de densidad, definimos la función
{\displaystyle d(x):={\frac {g(x)}{M}}}
para {\displaystyle x\in R_{X}} y {\displaystyle d(x)=0} para {\displaystyle x\notin R_{X}}.
El método de aceptación y rechazo supone que podemos generar una variable aleatoria {\displaystyle Y} con función de densidad {\displaystyle d}. 

## Algoritmo
El algoritmo para obtener una muestra pseudoaleatoria proveniente de una variable aleatoria {\displaystyle X} con función de densidad {\displaystyle f} utilizando una muestra pseudoaleatoria de una variable aleatoria {\displaystyle Y} con función de densidad {\displaystyle d} es el siguiente: 
1. Generar {\displaystyle Y} con función de densidad {\displaystyle d}.
2. Generar {\displaystyle U\sim \operatorname {U} (0,1)} independiente de {\displaystyle Y}.
3. Si {\displaystyle U\leq {\frac {f(Y)}{g(Y)}}} entonces {\displaystyle X=Y} de lo contrario repetir el paso {\displaystyle 1}.

El algoritmo toma en promedio {\displaystyle M} iteraciones para obtener una muestra pseudoaleatoria.

## Validez del algoritmo
Para demostrar la validez de este algoritmo veamos que {\displaystyle \forall \;x\in R_{X}} se verifica
{\displaystyle \operatorname {P} [X\leq x]=\int _{-\infty }^{x}f(y)dy}
Notemos que
{\displaystyle {\begin{aligned}\operatorname {P} [X\leq x]&=\operatorname {P} \left[Y\leq x\;{\bigg |}\;U\leq {\frac {f(Y)}{g(Y)}}\right]\\&={\frac {\displaystyle \operatorname {P} \left[Y\leq x\;,\;U\leq {\frac {f(Y)}{g(Y)}}\right]}{\displaystyle \operatorname {P} \left[U\leq {\frac {f(Y)}{g(Y)}}\right]}}\end{aligned}}}
pero
{\displaystyle {\begin{aligned}\operatorname {P} \left[Y\leq x\;,\;U\leq {\frac {f(Y)}{g(Y)}}\right]&=\int _{-\infty }^{x}\operatorname {P} \left[Y\leq x\;,\;U\leq {\frac {f(Y)}{g(Y)}}\;{\bigg |}\;Y=y\right]d(y)dy\\&=\int _{-\infty }^{x}\operatorname {P} \left[U\leq {\frac {f(Y)}{g(Y)}}\;{\bigg |}\;Y=y\right]{\frac {g(y)}{M}}\;dy\\&=\int _{-\infty }^{x}\operatorname {P} \left[U\leq {\frac {f(y)}{g(y)}}\right]{\frac {g(y)}{M}}\;dy\\&=\int _{-\infty }^{x}{\frac {f(y)}{g(y)}}{\frac {g(y)}{M}}\;dy\\&={\frac {1}{M}}\int _{-\infty }^{x}f(y)dy\end{aligned}}}
y
{\displaystyle {\begin{aligned}\operatorname {P} \left[U\leq {\frac {f(Y)}{g(Y)}}\right]&=\int _{R_{Y}}\operatorname {P} \left[U\leq {\frac {f(Y)}{g(Y)}}\;{\bigg |}\;Y=y\right]d(y)dy\\&=\int _{R_{Y}}\operatorname {P} \left[U\leq {\frac {f(y)}{g(y)}}\right]{\frac {g(y)}{M}}\;dy\\&=\int _{R_{Y}}{\frac {f(y)}{g(y)}}{\frac {g(y)}{M}}\;dy\\&={\frac {1}{M}}\int _{R_{Y}}f(y)dy\\&={\frac {1}{M}}\end{aligned}}}
Por lo tanto 
{\displaystyle {\begin{aligned}\operatorname {P} [X\leq x]&={\frac {\operatorname {P} \left[Y\leq x\;,\;U\leq {\frac {f(Y)}{g(Y)}}\right]}{\operatorname {P} \left[U\leq {\frac {f(Y)}{g(Y)}}\right]}}\\&={\frac {\displaystyle {\frac {1}{M}}\int _{-\infty }^{x}f(y)dy}{\displaystyle {\frac {1}{M}}}}\\&=\int _{-\infty }^{x}f(y)dy\end{aligned}}}